# Anasterias laevigata
Anasterias laevigata är en sjöstjärneart som först beskrevs av Hutton 1879.  Anasterias laevigata ingår i släktet Anasterias och familjen trollsjöstjärnor.
Artens utbredningsområde är havet kring Nya Zeeland. Inga underarter finns listade i Catalogue of Life.